# Abell 33
Abell 33 è una nebulosa planetaria distante 2700 anni luce nella costellazione dell'Idra, posta dietro alla stella HD 83535, che la fa sembrare un anello con un diamante.